# ایباندرونیک اسید
ایباندرونیک اسید (انگلیسی: Ibandronic acid) یا ایباندرونات سدیم با نام‌های تجاری «بونیوا»، «بون‌ویوا»، «بوندرونات» و «ایباندریکس»، یک داروی بیس فسفونات قوی است که توسط هوفمان-لا روش ساخته شده و برای پیشگیری و درمان پوکی استخوان و هم چنین شکستگی‌های استخوانیِ ناشی از متاستاز استخوانی تجویز می‌شود. از این دارو می‌توان در درمان هایپرکلسمی (سطوح بالای کلسیم خون) هم استفاده کرد. فروش جهانی این دارو در سال ۲۰۰۸ میلادی ۱٫۱ میلیارد فرانک سوئیس (۱ میلیارد دلار آمریکا) بود.

## موارد مصرف
ایباندرونیک اسید در درمان و پیشگیری «پوکی استخوان بانوان»، در دورانِ پس از یائسگی بکار می‌رود.
این دارو همچنین در پیشگیری از شکستگی‌هایِ استخوانیِ ناشی از متاستازهایِ سرطانی در سرطان پستان، مولتیپل میلوما و چند سرطان دیگر کاربرد دارد.

## عوارض جانبی
در سال ۲۰۰۸ میلادی، سازمان غذا و دارو آمریکا اطلاعیهٔ هشدارآمیزی منتشر کرد که این دارو ممکن است موجب دردهای شدید و ناتوان‌کنندهٔ استخوان، مفاصل یا ماهیچه‌ها شود. در مطالعه‌ای که توسط «انجمن آمریکایی استخوان و پژوهش در مواد معدنی» انجام شد، مشاهده گردید که مصرف طولانی‌مدت داروهای خانوادهٔ بیس فسفونات (از جمله همین دارو)، احتمال دارد شکستگی استخوان ران (فِمور) را افزایش دهد که البته عارضه‌ای نادر است.